# Кубок Словенії з футболу 2020—2021
Кубок Словенії з футболу 2020–2021 — 30-й розіграш кубкового футбольного турніру в Словенії. Титул всьоме здобула Олімпія (Любляна).

## Календар
| Раунд        | Дата                             | Матчі | Клуби   |
| ------------ | -------------------------------- | ----- | ------- |
| Перший раунд | 2-23 вересня 2020                | 12    | 28 → 16 |
| 1/8 фіналу   | 20 жовтня 2020 - 18 березня 2021 | 8     | 16 → 8  |
| 1/4 фіналу   | 27-28 квітня 2021                | 4     | 8 → 4   |
| 1/2 фіналу   | 12-13 травня 2021                | 2     | 4 → 2   |
| Фінал        | 25 травня 2021                   | 1     | 2 → 1   |

## Перший раунд
| Команда 1        | Рахунок | Команда 2           |
| ---------------- | ------- | ------------------- |
| 2 вересня 2020   |         |                     |
| Одранці (4)      | 0:1     | Триглав (2)         |
| Брежице (2)      | 4:0     | Ядран (Декані) (2)  |
| Бохінь (4)       | 0:10    | Копер               |
| Адріа (3)        | 0:2     | Алюміній            |
| Шенчур (3)       | 0:7     | Нафта (Лендава) (2) |
| Чарда (4)        | 1:5     | Рудар (Веленє) (2)  |
| Монс Кладіус (4) | 0:8     | Радомлє (2)         |
| Дравоград (3)    | 0:6     | Драва (Птуй) (2)    |
| Бистриця (3)     | 1:2     | Табор (Сежана)      |
| Фужінар (2)      | 3:1     | Брда (2)            |
| 16 вересня 2020  |         |                     |
| Ілірія (3)       | 0:6     | Домжале             |
| 23 вересня 2020  |         |                     |
| Белтинці (2)     | 2:0     | Браво               |

## 1/8 фіналу
| Команда 1           | Рахунок      | Команда 2         |
| ------------------- | ------------ | ----------------- |
| 20 жовтня 2020      |              |                   |
| Рудар (Веленє) (2)  | 0:3          | Марибор           |
| 21 жовтня 2020      |              |                   |
| Брежице (2)         | 3:3 пен. 0:2 | Олімпія (Любляна) |
| Радомлє (2)         | 3:2          | Табор (Сежана)    |
| Копер               | 3:1 дч       | Алюміній          |
| 22 жовтня 2020      |              |                   |
| Драва (Птуй) (2)    | 2:0          | Мура              |
| 17 березня 2021     |              |                   |
| Нафта (Лендава) (2) | 3:2          | Фужінар (2)       |
| 18 березня 2021     |              |                   |
| Триглав (2)         | 1:2          | Цельє             |
| Белтинці (2)        | 0:3          | Домжале           |

## 1/4 фіналу
| Команда 1           | Рахунок | Команда 2         |
| ------------------- | ------- | ----------------- |
| 27 квітня 2021      |         |                   |
| Домжале             | 2:1     | Марибор           |
| Цельє               | 2:0     | Радомлє (2)       |
| 28 квітня 2021      |         |                   |
| Драва (Птуй) (2)    | 0:2     | Копер             |
| Нафта (Лендава) (2) | 0:1 дч  | Олімпія (Любляна) |

## 1/2 фіналу
| Команда 1      | Рахунок | Команда 2         |
| -------------- | ------- | ----------------- |
| 12 травня 2021 |         |                   |
| Домжале        | 0:1     | Олімпія (Любляна) |
| 13 травня 2021 |         |                   |
| Цельє          | 1:0     | Копер             |

## Фінал
| 25 травня 2021 21:45 (EEST) |

| Цельє     | 1:2      | Олімпія (Любляна)      |
| --------- | -------- | ---------------------- |
| Божич 46' | Протокол | Іванович 32' Капун 53' |

| Боніфіка, Копер Глядачів: 1 200 Арбітр: Драгослав Перич |